# Naomi (série télévisée)
Pour les articles homonymes, voir Naomi.
Naomi est une série télévisée dramatique de super-héros américaine en treize épisodes de 42 minutes développée par Ava DuVernay et diffusée entre le 11 janvier et le 10 mai 2022 sur le réseau The CW.
Elle est basée sur la série de bandes dessinées du même titre co-écrite par Brian Michael Bendis et David F. Walker et illustrée par Jamal Campbell.
Cette série est inédite dans tous les pays francophones.

## Distribution
- Kaci Walfall : Naomi McDuffie (en)
- Cranston Johnson : Zumbado
- Alexander Wraith : Dee
- Mary-Charles Jones : Annabelle
- Mouzam Makkar : Jennifer McDuffie, mère adoptive de Naomi
- Daniel Puig : Nathan
- Camila Moreno : Lourdes
- Will Meyers : Anthony
- Aidan Gemme : Jacob
- Barry Watson : Greg McDuffie, père adoptif de Naomi
- Stephanie March : Akira

## Production
Le projet a débuté en décembre 2020. La série est officiellement commandée début février 2021.
Le casting principal débute mi-mars avec Kaci Walfall (Army Wives, Power, The Lion King à Broadway), Alexander Wraith (Orange Is the New Black, Marvel’s Agents of S.H.I.E.L.D.), Cranston Johnson (Filthy Rich, P-Valley, Hap and Leonard) et Camila Moreno, rejoints fin mars par Barry Watson (7th Heaven), Mouzam Makkar (The Fix), Mary-Charles Jones (Kevin Can Wait), Aidan Gemme (Finding Neverland), Daniel Puig (The System) et Will Meyers (Bad Education).
La série est commandée le 24 mai 2021.
En décembre 2021, Stephanie March décroche un rôle récurrent.
Le 12 mai 2022, la série est annulée, deux jours après la diffusion du dernier épisode.

## Épisodes
1. Don't Believe Everything You Think
2. Unidentified Flying Object
3. Zero to Sixty
4. Enigma
5. Shadow Ridge
6. Homecoming
7. I Am Not a Used Car Salesman
8. Fellowship of the Disc
9. Keep Your Friends Close
10. Fallout
11. Worst Prom Ever
12. Ready or Not
13. Who Am I?